# 八九升
八九升（はっくしょう）は、古典落語の演目の一つ。
わかりやすい、典型的な滑稽噺であるが、今で言う聴覚障害者を題材にしており侮蔑的用語が含まれるため、差別的であるとして現在では口演を忌避される噺である。
6代目三遊亭圓生が弟子に対して最初に教える噺であった。これは圓生一門にも引き継がれている。

## あらすじ
隠居は耳が遠くなってしまって何も聞こえない。
女中が食事の用意が出来ました、と告げに行くが、隠居は女中のことが気に入らず、自分のことをバカにしたな、と勘違いして怒り出す。
理不尽に叱られた女中は困り、番頭に相談する。番頭は「やれやれ、私に任せておけ」と隠居のもとへ。
番頭、ニコニコしながら「やい、このつんぼじじい」などと隠居をけなす言葉を吐き続ける。
ところが隠居は何を言われているか聞こえないので、番頭の笑顔にだまされて気分が良くなり、あの女中とお前はえらい違いだ、と番頭を褒める始末。
その番頭はと言えば、始終隠居のことをボロカスに言っているだけなのである。
隠居は「あの火鉢、どこで買った」と質問。番頭は「めんどくせえなあ」などと笑顔で言いながら、帳面を横にして見せ「ああ、横丁で買ったのか」。
「米はあとどのくらい残っている？」という質問をされ、番頭はまたも笑顔でぼやきつつ、こよりを作って隠居の鼻にブスリ。
隠居おもわずくしゃみをし、「ハックション！　…ああ、八、九升ってとこか」。